# Jimmy Savile

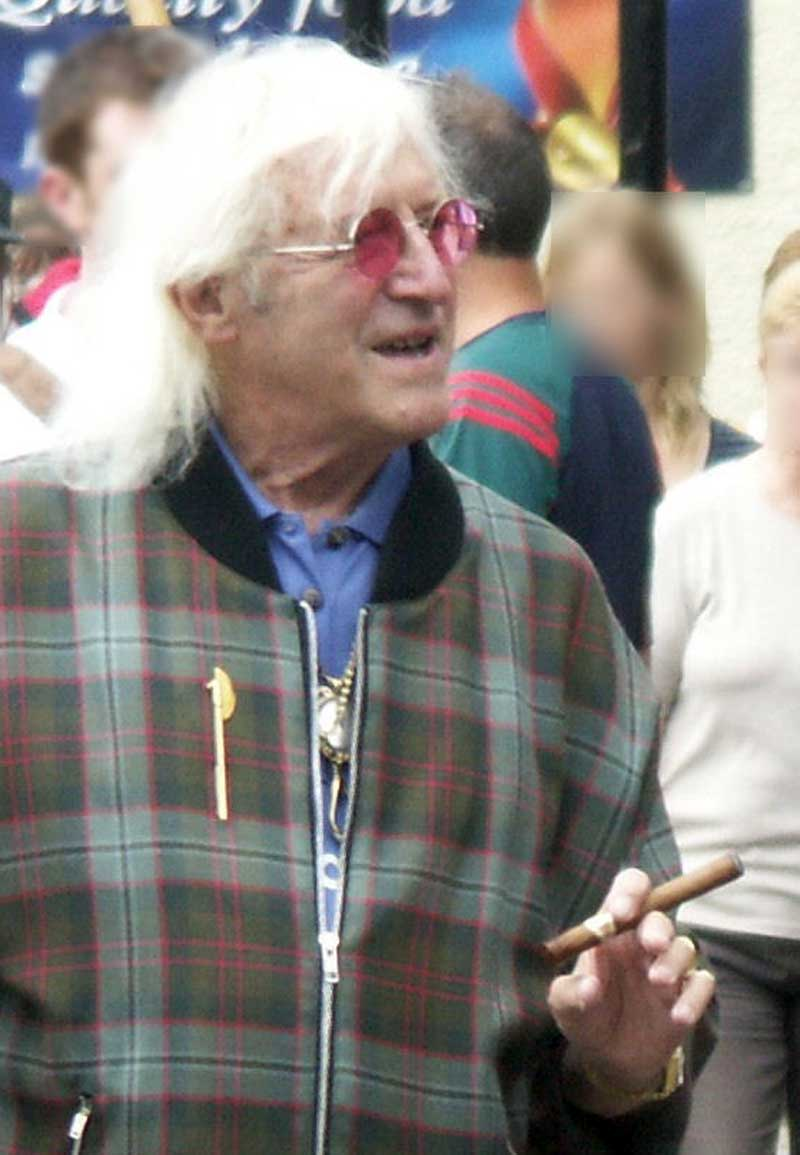
Jimmy Savile (2006)

James Wilson Vincent „Jimmy“ Savile [sæ vəl] OBE, KCSG (* 31. Oktober 1926 in Leeds; † 29. Oktober 2011 ebenda) war ein britischer Discjockey und Moderator der BBC und anderer Fernsehsender.
Nach seinem Tod gelangten Berichte hunderter Fälle an die Öffentlichkeit, in denen Savile vorgeworfen wurde, seine Position als Pop-Idol für sexuellen Missbrauch, vorwiegend an jungen Mädchen, ausgenutzt zu haben. Scotland Yard nannte ihn den „schlimmsten Sexualverbrecher in der Geschichte des Landes“. Nach Angaben der Ermittlungsbehörden seien nie zuvor in der britischen Kriminalgeschichte so viele Anschuldigungen wegen sexuellen Missbrauchs gegen eine einzelne Person erhoben worden.

## Leben
Savile wurde als Jugendlicher während des Zweiten Weltkrieges zur Arbeit im Bergbau, dem sogenannten Bevin-Boys-Programm, dienstverpflichtet. Ab Ende der 1940er Jahre arbeitete er als Geschäftsführer und Unterhalter in Tanzlokalen. Er gilt als einer der ersten Discjockeys in einer Zeit, in der Tanzveranstaltungen ohne Livemusik noch unüblich waren. Seit seiner Jugend betätigte er sich sportlich als Radfahrer bei der Britannien-Rundfahrt, als Pro-Wrestler sowie als Langstreckenläufer – noch 2005 war er Teilnehmer beim London-Marathon.

### Karriere im Rundfunk und Fernsehen
1958 begann er seine Karriere im Rundfunk als Discjockey bei Radio Luxemburg. Nach einer kurzen Zeit bei Tyne Tees Television arbeitete er seit 1964 sowohl im Rundfunk- als auch im Fernsehprogramm der BBC und schuf neue Unterhaltungsformate. 1965 war Savile so berühmt, dass die BBC „Britain’s No. 1 DJ“ eine eigene Fernsehdokumentation widmete.
Savile prägte als extravaganter Moderator die Hitparaden-Sendung Top of the Pops. Zusammen mit seinem Kollegen Alan Freeman präsentierte er in der ersten Sendung am 1. Januar 1964 unter anderem die noch weitgehend unbekannte Pop-Gruppe The Beatles mit ihrem Song I Want to Hold Your Hand.
Er erfand das Familienprogramm Jim’ll Fix It, das am 31. Mai 1975 erstmals um 17:55 Uhr in BBC 1 auf Sendung ging. Die von Savile moderierte Sendung versprach Kindern, ihre Träume zu erfüllen, unter anderem mit dem Überschallflugzeug Concorde den Atlantik zu überqueren oder einen Löwen zu bändigen. Auf seine Affinität zu Kindern angesprochen, antwortete Savile mit britischer Ironie: „Ich könnte keins davon ganz verspeisen. … Ich hasse sie.“
Am Silvesterabend 1969 wurde seine von BBC und ZDF produzierte Sendung Pop Go the Sixties in England ausgestrahlt. Als Co-Moderatorin trat Elfie von Kalckreuth auf, die auf Deutsch moderierte. Zu den live auftretenden oder in Archivaufnahmen zu sehenden Künstlern gehörten The Beatles, The Rolling Stones, The Who und Tom Jones. Die Ausstrahlung in Deutschland erfolgte am 18. Januar 1970.
Savile war ein regelmäßiger Organisator von Wohltätigkeitsveranstaltungen und freundete sich dabei mit der Familie der englischen Premierministerin Margaret Thatcher an. Er agierte nach eigenen Angaben zudem als „inoffizieller Eheberater“ zwischen Prince Charles und Princess Diana Ende der 1980er Jahre.
Bis zu ihrem Tod 1972 lebte Savile gemeinsam mit seiner Mutter Agnes, von der er öffentlich als „die Herzogin“ (engl. „the Duchess“) sprach und die er einmal als die einzige wahre Liebe seines Lebens bezeichnete. Er vermied es nach eigenen Aussagen aus Respekt ihr gegenüber, Frauen als Übernachtungsgäste nach Hause zu bringen. Als Ausweichmöglichkeit habe er jedoch einen Wohnwagen in der Nähe gehabt. Nach dem Tod seiner Mutter verbrachte er bis zum anschließenden Begräbnis fünf Tage mit ihrem Leichnam. In einem Interview sagte er später, dass er es genossen habe, sie in dieser Zeit für sich allein zu haben. Savile ließ ihr Schlafzimmer zu ihrem Andenken fast vier Jahrzehnte unverändert und machte es zur Routine, ihre Kleidung einmal jährlich aus dem Schrank nehmen und reinigen zu lassen. Er blieb sein Leben lang unverheiratet und gab an, zwar sehr viele flüchtige Liebesabenteuer gehabt zu haben, jedoch weder eine einzige Partnerbeziehung aufgebaut noch eine einzige komplette Liebesnacht mit einer seiner Liebschaften verbracht zu haben.

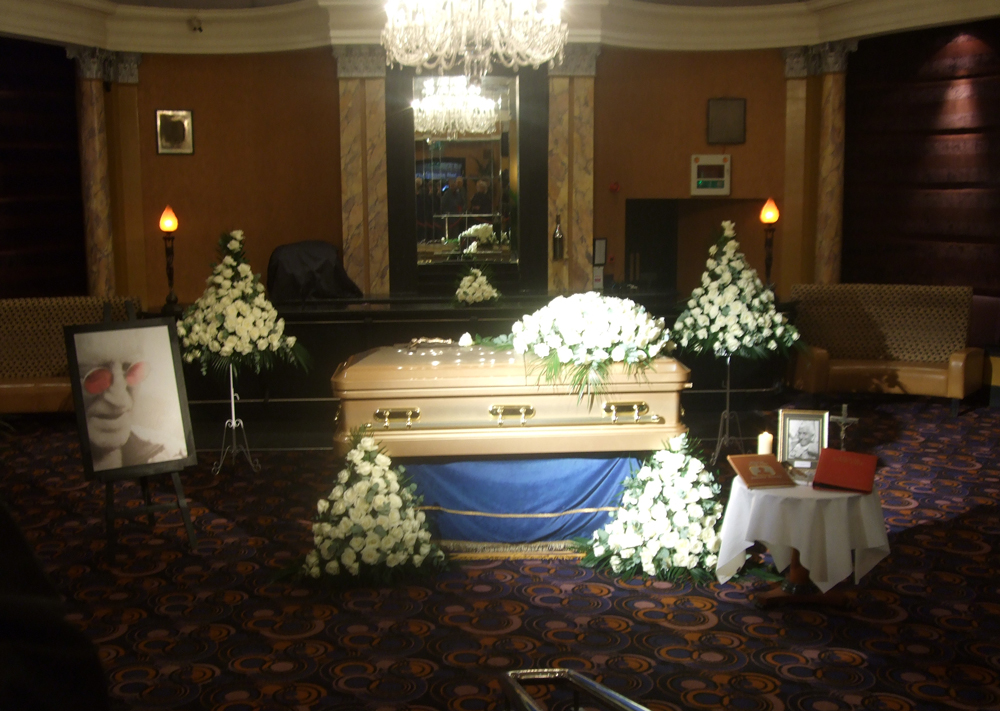
Sarg von Jimmy Savile, aufgebahrt im Queens Hotel, Leeds, am 8. November 2011

Savile wurde nach seinem Tod 2011 in einem goldenen Sarg aufgebahrt und unter großer öffentlicher Anteilnahme in einer Grabstelle mit Blick auf das Meer in Scarborough beerdigt. Auf Bitten der Familie entfernte das Borough of Scarborough ein Jahr später den Grabstein mit dem Epitaph “It was good while it lasted”.
Das Vermögen Saviles in Höhe von 5,3 Millionen Euro wurde vom Nachlassverwalter, der NatWest Bank, eingefroren.

### Kindesmissbrauch
Schon vor 1961 befragte die Polizei Savile erstmals zu Vorwürfen, er habe in den von ihm damals betriebenen Tanzlokalen Geschlechtsverkehr mit minderjährigen Mädchen gehabt. 1985 sagte Savile der Zeitung The Sun, dass er sich gegen mögliche Verdächtigungen schütze, die aus seinem regelmäßigen Umgang mit Kindern folgten. Er würde „in einer Million Jahren niemals auch nur im Traum“ ein Kind in seine Wohnung lassen oder ohne elterliche Begleitung im Auto mitnehmen. „Man darf das Risiko nicht eingehen.“ In einem Zeitungsinterview für The Independent sprach ihn die Journalistin Lynn Barber 1990 auf ihr gegenüber geäußerte Gerüchte an, Savile habe eine Neigung für kleine Mädchen. Er entgegnete, dies beruhe auf Fehlwahrnehmungen von Journalisten, die das Pop-Geschäft nicht verstünden. Er selbst sei für die in Wahrheit an den Popstars interessierten Mädchen, mit denen er durch seinen Beruf zwangsläufig zu tun habe, völlig unattraktiv. Im Jahr 2000, in einer für die BBC produzierten Reportage über Savile, konfrontierte der Dokumentarfilmer Louis Theroux ihn erstmals vor laufender Kamera mit Gerüchten über seine pädophilen Neigungen, die er jedoch verneinte. Gleichzeitig sagte er, dass eine frühere Aussage von ihm, dass er Kinder hasse, zwar nicht der Wahrheit entspreche, in seinem Fall jedoch perfekt funktioniert habe, Verdächtigungen des Kindesmissbrauchs im Keim zu ersticken.

#### Polizeiliche Ermittlungen
Savile konnte Pressenachforschungen zu seiner Person bis zum Jahr 2007 erfolgreich abwehren, als schließlich polizeiliche Untersuchungen über Fälle sexuellen Kindesmissbrauchs in den 1960er und 1970er Jahren aufgenommen wurden, in die er möglicherweise verwickelt war. Die Ermittlungen gegen ihn wurden 2007 und 2008 aus Mangel an Beweisen eingestellt. Auf Nachfrage der Boulevardzeitung The Sun zu einem der fraglichen Tatorte, dem Kinderheim Haut de la Garenne in Jersey, hatte Savile zunächst erklärt, niemals dort gewesen zu sein. Erst nach Vorlage eines Fotos, das ihn dort zeigte, räumte er das Gegenteil ein.
Savile ging bei Vorwürfen meist sofort zum Gegenangriff über, wie bei einer Vernehmung durch zwei weibliche Kriminalbeamte. Er drohte ihnen in Zusammenhang mit ihren Ermittlungen 2009:

„Wenn [das] nicht aufhört, wird meine Strategie anfangen zu arbeiten. Ich habe einen LLD, das ist ein Doktor der Jurisprudenz, kein Ehrentitel, sondern ein richtiger. Der schafft mir Freunde […] Ich habe mein juristisches Team angewiesen, bald zur Tat zu schreiten. Und wenn wir das tun, werden Sie, meine Damen, auch beim Old Bailey [dem obersten Strafgericht] landen, weil wir Sie dann als Zeugen vorladen lassen. Aber keiner will anscheinend wirklich, dass es so weit kommt.“

Weil der Druck der Vorwürfe nicht nachließ, war Saviles Ton in einer polizeilichen Vernehmung einige Monate später, am 1. Oktober 2009, gemäßigter. Auch hier bestritt er alle Vorwürfe vehement und stereotyp mit dem Ausruf “Out of the question. Not true, none of it.” („Kein Thema. Stimmt nicht, nichts davon stimmt.“):

„Ich habe 42 Jahre die Show Top of the Pops gemacht, auch die allererste, auch die allerletzte. Ich habe 36 Jahre [BBC] Radio One gemacht, und wenn du Top of the Pops und Radio One machst, dann machst du eines nicht: Frauen belästigen. Sie belästigen dich, soviel ist klar. Du musst sie gar nicht anfassen, denn es wimmelt ja von Mädchen um dich herum und überhaupt. Also, so etwas ist aus der Luft gegriffen und völlig falsch. Punkt.“

Ein Jahr nach seinem Tod wurden Vorwürfe geäußert, Savile habe jahrzehntelang junge Mädchen missbraucht. Deshalb sei er auch polizeilich observiert worden, was aber keine Konsequenzen nach sich zog. Etwa 80 % seiner Opfer seien Mädchen gewesen.
Seit der Ausstrahlung einer Reportage des Magazins Exposure im Sender ITV am 3. Oktober 2012 stieg die Zahl der Zeugen und mutmaßlichen Opfer (bis Dezember 2012) auf rund 450, die von der Polizei befragt werden mussten. Die Hinweise bezogen sich auf Taten aus der Zeit von 1959 bis 2006. Etwa 82 % der mutmaßlichen Missbrauchsopfer seien weiblichen Geschlechts und 80 % seien zum Zeitpunkt des Missbrauchs Kinder oder Jugendliche gewesen.
Angesichts der massiven Vorwürfe gegen ihn distanzierten sich im Herbst 2012 verschiedene Institutionen und Stiftungen von Savile, die bis dahin mit seinem Namen für sich geworben hatten.
Im Zuge der Ermittlungen wurden bis Dezember 2012 von der britischen Polizei sieben Personen unter dem Verdacht auf Mittäterschaft polizeilich befragt, von denen sechs in Untersuchungshaft genommen wurden, darunter Max Clifford, der Comedian Freddie Starr, der DJ Dave Lee Travis und der frühere TV-Produzent Wilfred De’Ath sowie Gary Glitter, die alle ihre Unschuld beteuerten. Letztlich kam es im Rahmen dieser Operation Yewtree (parallel dazu gab es weitere Ermittlungen) zu sechs Verurteilungen; doppelt so viele Verhaftete wurden allerdings freigelassen und niemals angeklagt. Einer der zu Unrecht Beschuldigten wurde vier Mal verhaftet. Bei einer früheren Polizeiaktion gegen Kinderpornographie (Operation Ore 2002) war es zu 3.744 Festnahmen gekommen. Der investigative Journalist Duncan Campbell fand heraus, dass viele Verhaftungen (und Entfernungen von Kindern aus Familien) darauf basierten, dass die tatsächlichen Täter gestohlene Kreditkarten benutzt hatten, deren rechtmäßige Besitzer so unter Verdacht gerieten.
24 Jahre lang war Savile Schirmherr des Stoke-Mandeville-Krankenhauses nordwestlich von London, wo er nach einem postum (2015) erschienenen Bericht mindestens 60 Menschen sexuell missbrauchte, darunter Angestellte, Besucher, freiwillige Helfer und vor allem Patienten. Savile durchstreifte regelmäßig die Krankenhausflure, suchte sich seine Opfer nach Belieben aus, während das Personal wegsah. 1977 etwa vergewaltigte er ein 11-jähriges Mädchen, das zu einer Hautkrebsbehandlung eingeliefert worden war. In einigen Fällen meldeten die Opfer den erlittenen Missbrauch dem Personal oder Eltern; wegen der Prominenz Saviles wurde damals in keinem Fall etwas gegen den Showmaster unternommen.

#### Vertuschung und Untätigkeit der BBC
Die BBC behinderte im eigenen Hause die Offenlegung des Ausmaßes des Kindesmissbrauches. Ende 2011 unterband sie die Ausstrahlung eines kritischen Nachrufs in der Sendung Newsnight. Dies wurde Ende September 2012 bekannt. Peter Rippon, der Newsnight-Programmleiter, räumte daraufhin am 22. Oktober 2012 seinen Posten. Auch der ehemalige Chef der BBC, Mark Thompson, und sein Nachfolger George Entwistle gerieten in die Kritik. Entwistle entschuldigte sich bei der Öffentlichkeit und kündigte eine unabhängige Untersuchung an, in der die Hintergründe des Geschehens bei der BBC zur Zeit Saviles untersucht werden sollten. Am 10. November 2012 trat Entwistle von seinem Amt zurück, nachdem sich herausgestellt hatte, dass einerseits in einer BBC-Sendung ein ehemaliger Spitzenpolitiker fälschlich des Missbrauchs beschuldigt worden war, während es andererseits dazu kommen konnte, dass Savile sogar auf dem Firmengelände der BBC tatsächlich Missbrauch verübte.
Einen ersten ausführlichen Untersuchungsbericht zur Rolle der BBC im Missbrauchsskandal legte der Fernsehjournalist Nick Pollard im Dezember 2012 vor. Seine Nachforschungen ergaben u. a., dass die BBC versucht hatte, Journalisten unter Druck zu setzen, die zur Vertuschung durch die BBC recherchierten.
2015 wurde bekannt, dass sich John Lydon bereits 1978 zu Saville in einem nie ausgestrahlten BBC-Radio-lnterview äußerte und deswegen die Musik der Sex Pistols nicht mehr auf BBC gespielt wurde: „Er ist in alle möglichen Schweinereien involviert. Wir alle wissen davon, aber wir dürfen nicht darüber reden. Ich kenne einige Gerüchte.“
Im Februar 2016 wurde der zweite Untersuchungsbericht zur Rolle der BBC veröffentlicht, den eine unabhängige Kommission unter Leitung der ehemaligen Richterin Janet Smith erstellt hatte. Demzufolge hatten die Verantwortlichen der BBC systematisch weggesehen. Eine „Atmosphäre der Angst“ und eine „sexistische Macho-Kultur“ hätten dafür gesorgt, dass Saviles Verbrechen nicht aufgedeckt wurden.

#### Weitere mediale Rezeption
Im April 2022 wurde eine zweiteilige Dokumentation mit dem Titel Jimmy Savile: Eine britische Horror-Story (orig. Titel: Jimmy Savile: A British Horror Story) auf Netflix veröffentlicht, welche ein tiefgehendes Porträt von Saviles Wirken und den Missbrauchsfällen zeichnet. Im Oktober 2023 strahlte BBC One die selbstproduzierte, vierteilige Miniserie The Reckoning aus, die sich ebenfalls mit den Missbrauchsfällen beschäftigt. Jimmy Savile wurde hier von Steve Coogan dargestellt, der hierfür im Mai 2024 für einen BAFTA nominiert wurde.

## Ehrungen und Auszeichnungen (Auswahl)
1972 wurde Savile zum Officer of the Order of the British Empire (OBE) ernannt. Zu den Ehrungen 1990 zum Geburtstag der englischen Königin wurde er für sein soziales Engagement („for charitable services“) zum Ritter (Knight Bachelor) geschlagen.
Im gleichen Jahr 1990 wurde der Katholik Savile von Papst Johannes Paul II. zum Ritter des Gregoriusordens ernannt. Ende Oktober 2012 wandte sich der Vorsitzende der katholischen Bischofskonferenz für England mit der Bitte an Papst Benedikt XVI., die Auszeichnung rückgängig zu machen.
Savile war bis zu seinem Tod Ehrendoktor der University of Leeds, ebenso der University of Bedfordshire.

## Mythen
Um Savile rankten sich Mythen mit mehr oder weniger Wahrheitsgehalt. Die New York Times listete einige der bekanntesten auf:
- Er war der erste DJ, der zwei Plattenspieler benutzte, um unterbrechungsfrei Musik abzuspielen (zweifelhaft, Werbeanzeigen für solche Plattenspieler gab es bereits in den 1930er Jahren).
- Er nahm an mehr als 200 Marathonläufen teil, zuletzt mit 78 (wahr), und er war auch Ringkämpfer (wahr: Von hundert Kämpfen gewann er sieben).
- Er verbrachte elf Weihnachtsabende bei Margaret Thatcher (falsch).
- Nach dem Tod seiner Mutter hielt er in der gemeinsamen Wohnung fünf Tage lang bei ihrem Leichnam Totenwache (wahr).[44]

## Schriften (Auswahl)
- As it happens. Jimmy Savile, O.B.E. His autobiography. Barrie & Jenkins, London 1974.
- God’ll fix it. Mowbrays, London 1979, ISBN 0-264-66457-4.
- (mit Tony Jasper): Nostalgia book of hit singles. Frederick Muller, London 1982, ISBN 0-584-11037-5.